# Lara Carroll
Lara Carroll, född 8 december 1986 i Cambridge i England, Storbritannien, är en australisk simmare som tävlar för det Australiska simlandslaget. Carroll vann brons på 200 meter medley vid världsmästerskapen i simsport 2005 och deltog vid olympiska sommarspelen 2004.
Hon bor i Perth, Australien.